# Man-E-Faces
Man-E-Faces è un personaggio immaginario creato nel 1981 da Mattel per la linea di giocattoli dei Masters of the universe (accorciato spesso in M.O.T.U., in italiano "i dominatori dell'universo").

## Serie del 1983
Il personaggio di Man-E-Faces concepito nella seconda ondata di action figure era pensato come un attore, che in seguito ad un incantesimo di Skeletor, aveva finito per avere tre distinte personalità dentro di sé: un essere umano, un mostro, ed un super robot. Man-E-Faces, terrorizzando involontariamente il prossimo, aveva finito per essere isolato dalla gente, per poi essere assoldato proprio da Skeletor. He-Man e Sorceress, intuendo che Man-E-Faces in realtà non era davvero malvagio, lo aiutarono a liberarsi dal giogo del crudele Skeletor. La serie TV glissa sulla sua storia passata, ma mantiene la caratteristica delle personalità multiple (anche più di tre), sfruttata anche per il suo lavoro da attore. Si rende utile per gli eroici guerrieri potendo assumere altre personalità e quindi potendosi infiltrare fra le file nemiche. Tuttavia il personaggio di Man-E-Faces compare pochissime volte nel corso della serie.

## Serie del 2002
Nella serie del 2002, Man-E-Faces ha un ruolo molto più presente nel corso del cartone animato, ed è effettivamente un membro fisso degli eroici guerrieri, anziché un semplice personaggio ricorrente come nel 1983. Anche in questa nuovo serie Man-E-Faces è un attore che sfrutta le sue tre facce per il proprio lavoro. Le sue altre due personalità hanno un nome: Man-E-Monster e Man-E-Robot, che gli consentono di utilizzare differenti tecniche di combattimento in battaglia. Altre novità sono la sua amicizia con Ram Man e la sua passione per il gioco degli scacchi.